# Frank Muller (astronom)
Frank Muller (n. 10 septembrie 1862, Virginia, SUA – d. 19 aprilie 1917, Virginia, SUA) a fost un astronom american.
Din 1885 a lucrat în Observatorul Leander McCormick ca asistent al astronomilor Ormond Stone și Francis Preserved Leavenworth.
A descoperit aproximativ de o sută de obiecte astronomice, majoritatea fiind din New Generale Catalogue (de exemplu NGC 17, o galaxie pe care a descoperit-o în anul 1886), dar câteva sunt din Index Catalogue.

## Legături externe
- Frank Muller bei Wolfgang Steinicke
- Veröffentlichungen von Frank Muller im Astrophysics Data System